# Erythrina cochleata
Erythrina cochleata är en ärtväxtart som beskrevs av Paul Carpenter Standley. Erythrina cochleata ingår i släktet Erythrina och familjen ärtväxter. Inga underarter finns listade i Catalogue of Life.